# NGC 772

NGC 772

إن جي سي 772 مجرة حلزونية غير منتظمة تقع في إتجاة كوكبة الحمل على بعد 130 مليون سنة ضوئية من درب التبانة، قطر إن جي سي 772 حوالي 200,000 سنة ضوئية و هذا ضعف حجم مجرة درب التبانة,وتحيط بها العديد من المجرات القمرية

## معرض صور

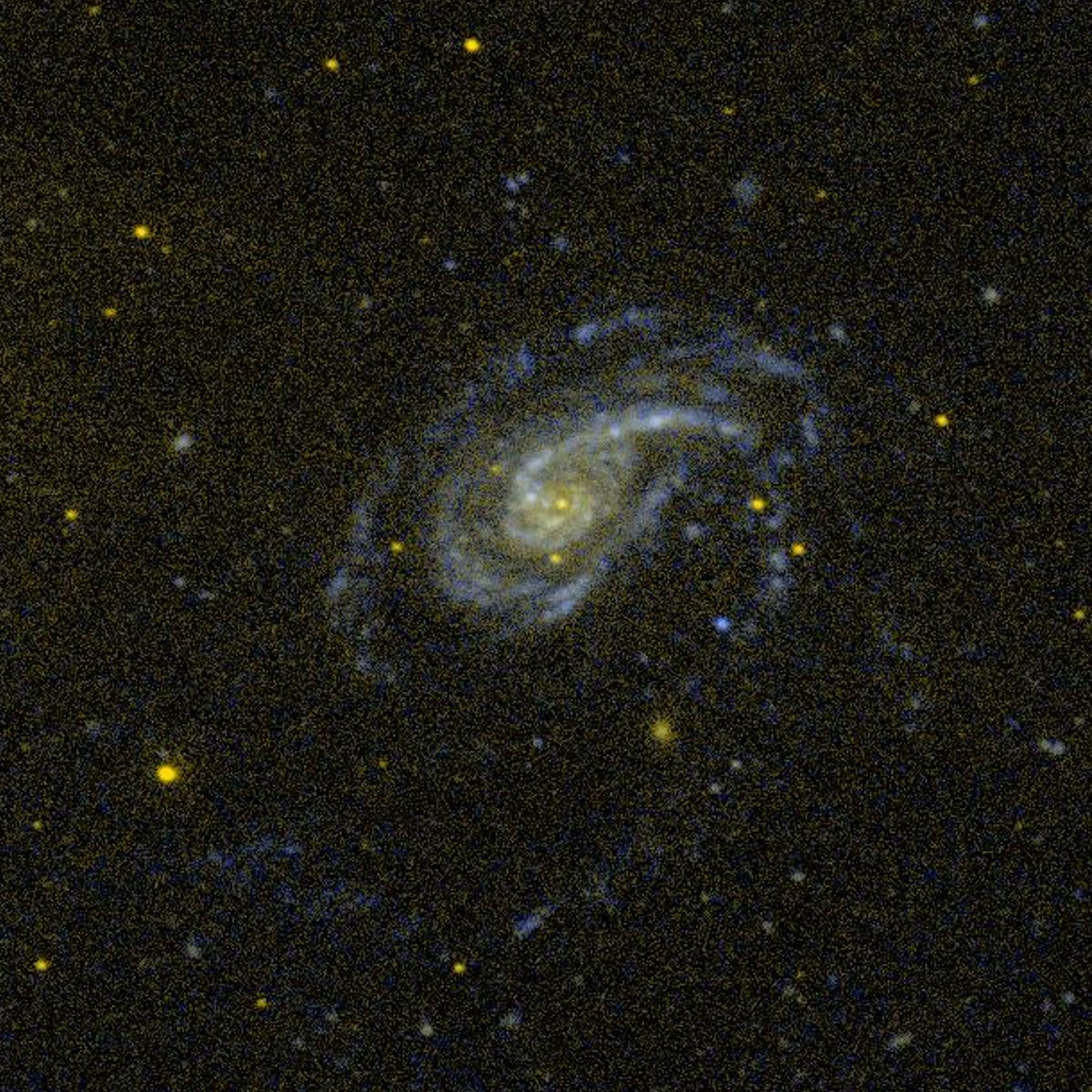
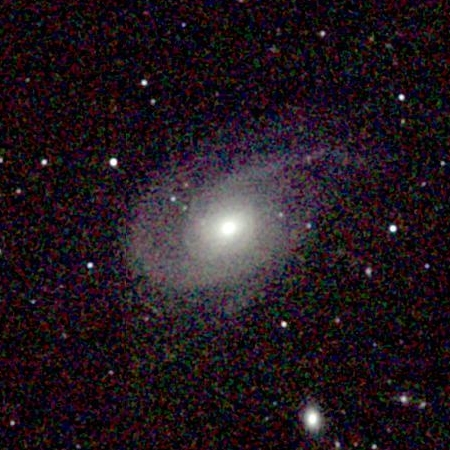
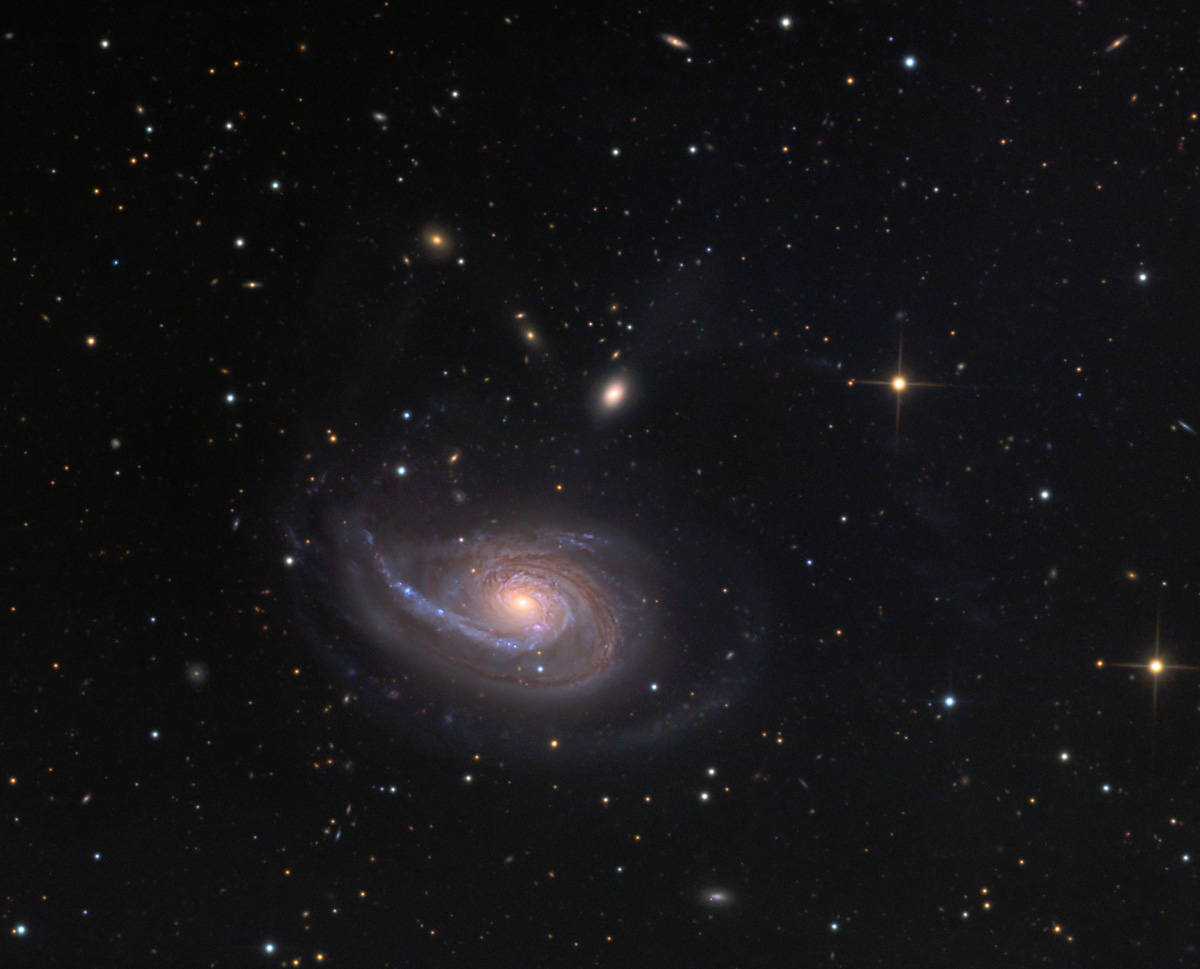
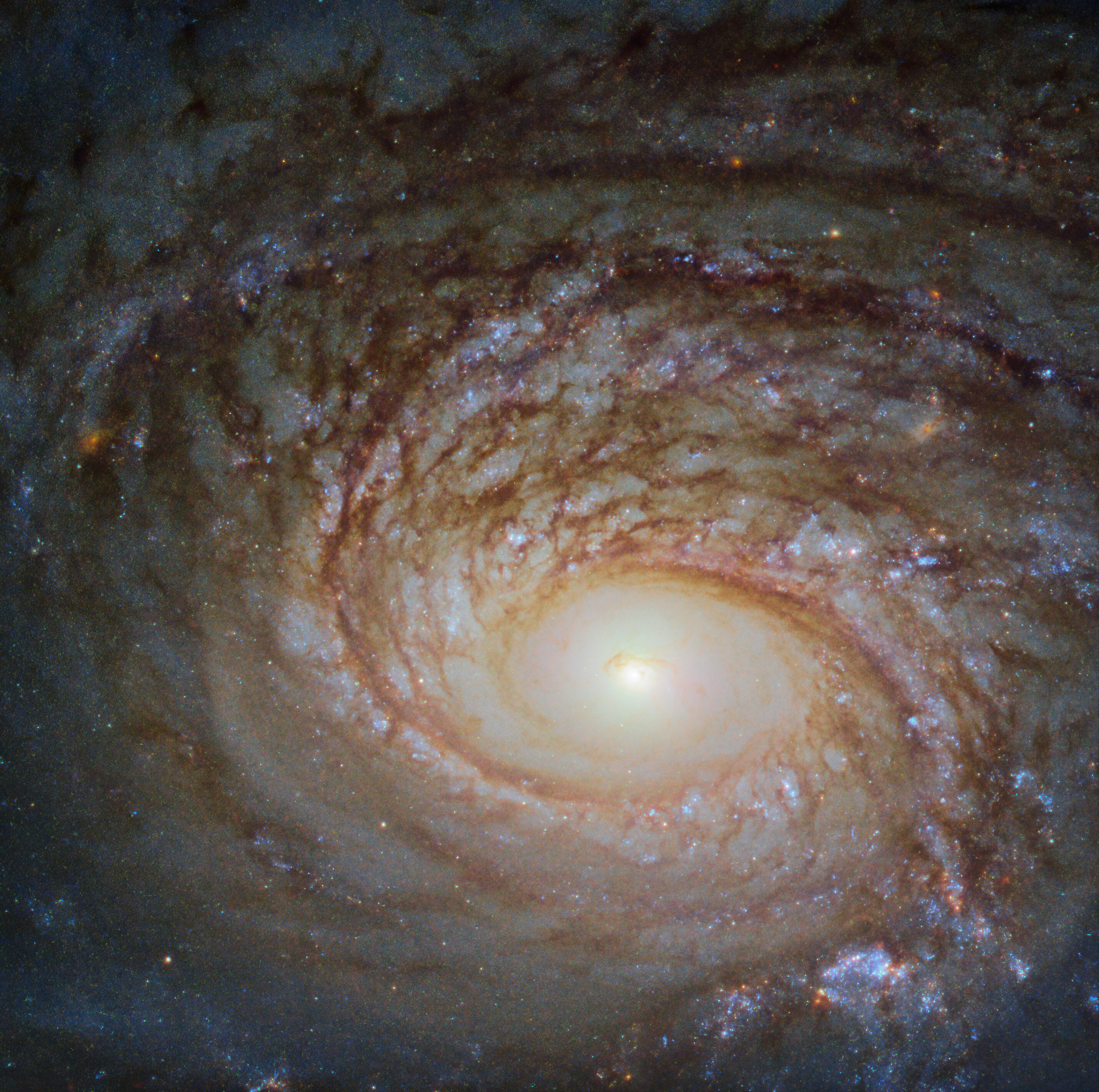